# VEB Plasticart
VEB Plasticart — компания-производитель игрушек, основанная в 1958 году в Чопау, ГДР. Была хорошо известна своими сборными пластмассовыми моделями летательных аппаратов, преимущественно советских, которые пользовались популярностью среди любителей этого хобби в СССР и других соцстранах.

## История
«VEB» — стандартная принятая в ГДР аббревиатура, которая расшифровывалась как Volkseigener Betrieb — «народное предприятие». Компания несколько раз меняла названия:
- 1958—1969 — KVZ (Kunststoff-Verarbeitung Zschopau, «Предприятие по переработке пластмасс, Цшопау»),
- 1969—1973 — MPKAB (VEB Modell- und Plastspielwaren Kombinat Annaberg-Buchholz, «Комбинат моделей и пластмассовых игрушек, Аннаберг-Бухгольц»)
- 1973—1989 — VEB Plasticart Zschopau
- 1989—1991 — Mastermodell GmbH

В связи с экономическими трудностями, в 1991 году компания на два года прекратила производство. В 1993 году агентство Treuhand, занимавшееся приватизацией находившихся в общественной собственности предприятий бывшей ГДР, продало фирму предпринимателю Манфреду Вадеру. Изначально она имела 37 работников. Позднее в Эльтерлайне был открыт новый цех, где заняты около 70 рабочих. Масштабные модели авиатехники после 1991 года не производятся, фирма специализируется только на игрушках для детей дошкольного возраста.
С 2012 года выпуск некоторых моделей предприятия возобновлен фирмой Reifra, выпускавшей пресс-формы для VEB Plasticart.

## Продукция
Фирма производила более 40 различных сборных моделей самолётов и вертолётов, а также несколько пластмассовых игр. Модели делались в масштабе 1:100, позже для относительно небольших самолётов ввели масштаб 1:72. Отдельные модели были выпущены в масштабе 1:50 (МиГ-15, Aero-45), 1:75 (Ан-2) и в «железнодорожном» масштабе 1:87 (Ил-14П, первая модель комбината). Была также выпущена модель космического корабля Восток-1 (1:25) и космической системы «Энергия-Буран» (1:288). После 1991 года право на производство нескольких наборов было куплено компанией Revell.
Сохранившиеся в несобранном состоянии наборы сегодня являются объектом пристальной охоты коллекционеров. Это объясняется не только редкостью наборов, но зачастую и тем, что сборная модель данного самолёта больше никем никогда не выпускалась.